# 야사카촌 (오이타현)
야사카촌(八坂村)은 오이타현 하야미군에 있던 촌이다. 현재의 기쓰키시의 일부에 해당한다.

## 역사
- 1889년 4월 1일 - 정촌제 시행에 의해 하야미군 야사카촌이 성립하였다.
- 1955년 4월 1일 - 기쓰키정, 기타키쓰키촌, 히가시쿠니사키군 나카리에촌과 합병해 기쓰키시가 신설되어, 동일 야사카촌은 폐지되었다.

## 교통

### 철도
- 일본국유철도
  - 닛포 본선
- 오이타 교통 쿠니사키선

## 참고문헌
- 角川日本地名大辞典 44 大分県
- 『市町村名変遷辞典』東京堂出版、1990年。